# Filikí Etería
Vous lisez un « article de qualité » labellisé en 2008.
La Filikí Etería (grec moderne : Φιλική Εταιρεία), Société amicale, Société des Amis, Société des Compagnons ou encore Hétairie des amis est créée en 1814 à Odessa. C'est la plus importante des sociétés secrètes nées de la diffusion des idées de la révolution américaine et de la Révolution française dans la société roumaine, serbe et surtout grecque des Balkans sous occupation ottomane : il y a la société Frăția (Fraternité) dans les principautés de Moldavie et Valachie, la Skoupchina (Assemblée) serbe de Miloch Obrénovitch et surtout la Filikí Etería dont le but est l'indépendance de la Grèce.
La Filikí Etería est autant une manifestation du sentiment national grec que la cause qui transforme ce sentiment national en insurrection. Elle connaît des débuts difficiles, tant au point de vue du recrutement qu'au plan financier. Si elle ne réussit pas à convaincre Ioánnis Kapodístrias de prendre sa tête, Alexandre Ypsilántis accepte en avril 1820.
Elle joue un rôle décisif dans la préparation et le déroulement de la guerre d'indépendance grecque. C'est à l'initiative de la Filikí Etería que le soulèvement se déclenche dans les principautés de Moldavie et Valachie et dans le Péloponnèse. Le 1er janvier 1822 (13 janvier dans le calendrier grégorien), l'indépendance grecque est proclamée par l'Assemblée nationale réunie à Épidaure. Quinze jours plus tard, le drapeau de l'Hétairie est remplacé par le drapeau grec bleu et blanc. La société est de fait dissoute.

## Origine et influences
Dès avant la parution du Chant de Guerre (Thourios, 1797) du poète grec Rigas ou de l'Histoire slavo-bulgare (1762) de Païssii de Hilendar, moine bulgare du monastère de Hilandar au Mont Athos, les aspirations de la « nation orthodoxe » sous domination ottomane se manifestent en quatre étapes, :
1. initialement, les chrétiens orthodoxes rebelles à la domination ottomane forment des groupes de klephtes et de haïdouks, à mi-chemin entre le brigandage et le banditisme social ;
2. dans la deuxième étape, à la fin du XVIIIe siècle, les échos de la Révolution française soulèvent l’enthousiasme des intellectuels chrétiens des Balkans et éveillent leur désir d’émancipation. Ses militants, toutes origines confondues, se regroupent au début du XIXe siècle dans des sociétés révolutionnaires secrètes dont la Filikí Etería est la mieux structurée ; le grec est leur langue commune et leur devise est ελευθερία ή θάνατος, libertatea sau moartea ou свобода или смърт : « la liberté ou la mort ». Cette deuxième période, « trans-nationale », prend fin dans les années 1820-1830 avec les débuts puis le succès de la guerre d’indépendance grecque, la révolution moldo-valaque et, peu après, avec les réformes de l’Empire ottoman ;
3. la troisième période va du milieu du XIXe siècle à la guerre russo-turque de 1877-1878 et se caractérise par la séparation linguistique des révolutionnaires, et par une manifestation de moins en moins religieuse et de plus en plus nationale des identités et des aspirations : les comitadjis bulgares aspirent à recréer un grand état bulgare sur le modèle de ceux décrits par Païssii de Hilendar, les combattants de l'ORIM développent l’idée d'une autonomie macédonienne dans le cadre ottoman, tandis que les Grecs de leur côté, ayant obtenu l’indépendance de leur pays, aspirent désormais à l’agrandir pour regrouper ainsi le maximum possible de populations hellénophones sous leur bannière. Toutefois, cette séparation et les rivalités qu’elle engendre, notamment en Macédoine, ne les empêche pas encore de rester solidaires face à l'Empire ottoman jusqu’à la première guerre balkanique incluse ;
4. la quatrième période, déjà annoncée par le Congrès de Berlin (1878), se manifeste par la deuxième guerre balkanique : dorénavant, les divers mouvements sont clairement rivaux et le côté religieux a complètement disparu au profit du côté national devenu exclusif, en partie en raison du croisement dans les Balkans, des tendances panslaves soutenues par la Russie, pangermaniques soutenues par l’Autriche et l’Allemagne, auxquelles s’opposent l’Angleterre et la France, chacune de ces grandes puissances instrumentalisant le nationalisme de l’un ou l’autre des peuples balkaniques[4].

En Grèce, dans la dernière partie du XVIIIe siècle, Rigas multiplie les ouvrages littéraires et politiques. Il se met d’abord au service des Phanariotes qui régnaient dans les principautés danubiennes de Moldavie et Valachie. Puis, il s’installe à Vienne où il rencontre la communauté grecque. Son Thourios (ou Chant de guerre) de 1797 contient un serment contre la tyrannie et un appel à toutes les populations de Balkans à lutter contre celle-ci. Il rédige aussi un projet constitutionnel pour la Grèce et une confédération balkanique. Franc-maçon, il a l’idée de créer une société secrète œuvrant pour l’indépendance grecque et balkanique en général. Il compte sur l’intervention de Bonaparte après ses victoires en Italie. Il tente même de le contacter à Venise en 1797, juste avant d’être arrêté et exécuté en 1798. Il aurait créé une Etería à Vienne dans les années 1790.

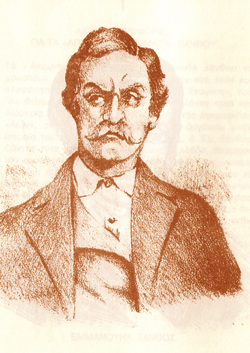
Nikólaos Skoufás.

En 1809, des Grecs de Paris organisent une société d'entraide pour l’ensemble des Grecs de France. Son signe d’appartenance est un anneau d’or gravé des symboles de l’association. Athanásios Tsakálof, l’un des fondateurs de la Filikí Etería, en fut membre. Une autre société dispose aussi d’un anneau comme signe d’appartenance : l’Hétairie des Philomuses (Φiλόμουσος Εταιρεία (Filómousos Etería)) dont les buts sont la conservation des antiquités de la Grèce et l’éducation intellectuelle et morale de la population. Cette Association des Amis des Arts, comme elle est parfois aussi connue, se développe rapidement en Grèce et à l’étranger. Elle recrute même parmi les participants au Congrès de Vienne et l’empereur Alexandre Ier fut l’un de ses plus généreux donateurs, d’où l’ambiguïté entretenue ensuite par la Filikí Etería quant au soutien du souverain russe. Les membres de l’Hétairie des Philomuses portent un anneau d’or et les donateurs un anneau d’airain.
En 1813, Emmanouíl Xánthos, un autre fondateur de la société, est initié dans la franc-maçonnerie lors d’un séjour à Leucade. Cette initiation lui donne l’idée de créer une société secrète qui en serait inspirée afin de réunir « tous les kapitanioi des klephtes et des armatoles ainsi que les autres leaders de toutes les classes de Grecs, en Grèce ou ailleurs, en vue, à terme, de libérer la patrie. » Cette nouvelle société secrète fut fondée à Odessa par Nikólaos Skoufás, Athanásios Tsakálof et Emmanouíl Xánthos le 14 septembre 1814 (26 septembre dans le calendrier grégorien).

## Organisation

### Hiérarchie et initiation

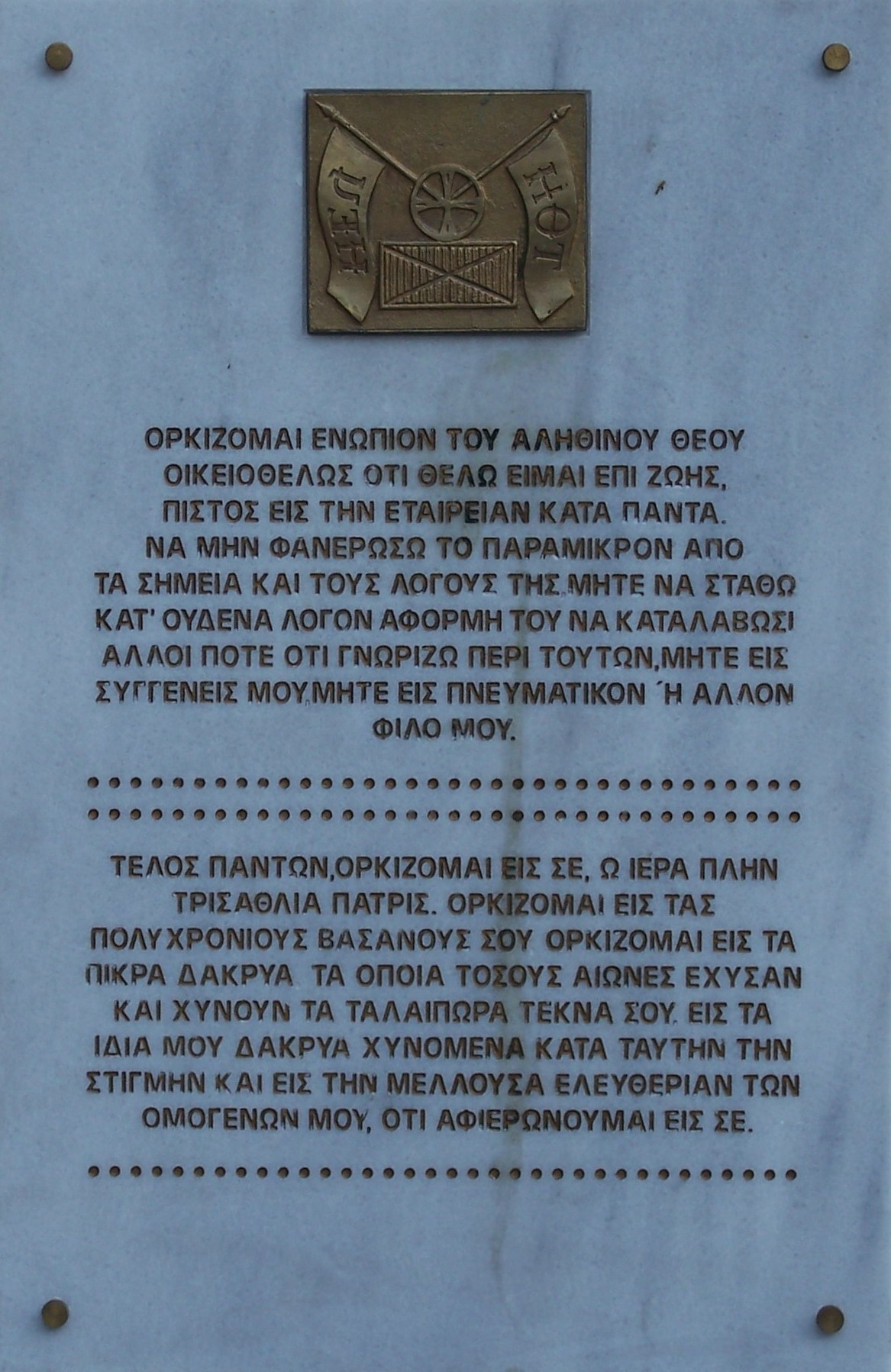
Extrait du serment des membres de l'Hétairie.
Traduction : « Je jure, au nom du Dieu véritable, de vouloir de toutes mes forces rester fidèle en tout, à l’Hétairie, durant toute ma vie, de ne révéler absolument rien de ses secrets et de ses échanges, de ne pas donner aux autres l’occasion de s’apercevoir que j’en suis informé, qu’il s’agisse de ma famille, de mon confesseur ou d’un ami. […] Enfin, je fais serment, sur toi, ô sainte mais infortunée patrie, sur les tourments interminables que tu as endurés, sur les larmes amères que depuis tant de siècles tes malheureux enfants ont versées et versent encore, sur les larmes que je verse moi-même en cet instant, et sur la liberté future de mes compatriotes, je fais serment de me consacrer tout entier à toi, ma patrie. »
Monument à Kolonaki.

Selon les sources, les membres étaient répartis en trois, cinq ou sept classes :
1. les Frères (ἀδελφοποιητοί (adelfopiití) ou βλάμηδες (vlámides)) pour les membres illettrés ;
2. les Associés ou Recommandés ou Agréés (συστημένοι (systiméni)) pour les lettrés ;
3. les Prêtres (ἱερείς (ierís)) qui pouvaient recruter des membres aux deux niveaux inférieurs ;
4. les Bergers ou Pasteurs (ποιμένες (piménes)) souvent les très riches membres ;
5. les Archipasteurs (ἀρχιποίμενες (arkhipímenes))[13] ;
6. les Initiés[13] ;
7. les Stratèges ou Chefs des Initiés[13] ;
8. le Directoire Invisible (Ἀόρατη Ἀρχή (Aórati Arkhí))[14]. Au départ, seuls les trois fondateurs (Nikólaos Skoúfas, Athanásios Tsakálof et Emmanouíl Xánthos) constituaient ce Directoire Invisible. D'autres y entrèrent ensuite. Le principal avantage de l'invisibilité était d'entretenir la rumeur quant aux membres. Ainsi, il pouvait être suggéré que le Tsar Alexandre Ier de Russie lui-même était le chef de l'Hétairie[8]. Seuls les Initiés et les Stratèges avaient droit à un commandement militaire[12].

L'initiation était inspirée des rituels maçonniques. Chaque nouveau membre devait prêter serment sur la foi orthodoxe et des icônes sacrées, mais le Prêtre (hétairiste) officiant expliquait qu'il recevait le nouveau membre « en vertu de la puissance que lui avait livrée les grands-prêtres des mystères d'Éleusis ». Une autre forme d'initiation aurait été inspirée de ce qui se faisait chez les Albanais. Deux hommes qui désiraient devenir frères échangeaient leurs armes autour d'un autel, se serraient la main, et disaient : « Ta vie est ma vie, et ton âme est mon âme », et ils juraient de protéger la famille et la maison de l'autre pendant son absence.
Yánnis Makriyánnis raconte dans ses Mémoires son initiation par un pope, trésorier de l'Hétairie, en 1819 ou 1820. Il semble qu'elle ait seulement été un serment sur des icônes jurant de ne rien révéler ni de la société ni des signes de reconnaissance des membres.
Si on[style à revoir] ne demandait au Frère qu'un fusil et cinquante cartouches, l'Agréé devait porter un signe distinctif (une croix au-dessus d'un croissant). On[style à revoir] lui tenait ce discours : « Combats pour la foi et la patrie ; engage-toi à haïr, à poursuivre et à exterminer les ennemis de la religion nationale et de ta patrie. » Le but de la société (la libération de la Grèce) n'était révélé qu'à partir du rang de Prêtre, mais tous les membres savaient qu'ils devaient combattre les Ottomans. Le Stratège recevait une épée et on lui disait : « La patrie te la donne pour que tu t'en serves pour elle. » Les membres de la classe des Prêtres étaient nombreux. Ce grade était un des plus intéressants. Il donnait le droit de recruter et de conférer à d'autres membres le grade de Prêtre, mais la cotisation n'était pas aussi élevée, ni si régulière que dans les grades supérieurs.

### Une organisation secrète

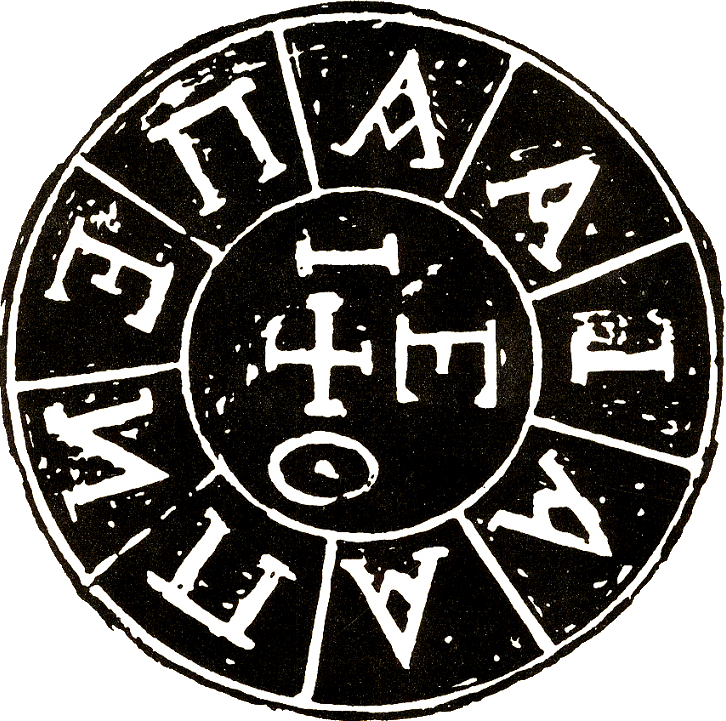
Le sceau de la société

Le sort de Rigas avait servi de leçon. Le secret absolu devint la règle de fonctionnement. Tous les documents émis par l'Hétairie étaient codés, avec différents codes. Les diplômes d'appartenance étaient codés avec une simple substitution : 2 remplaçait la lettre Θ, 8 remplaçait la lettre Ω et Ο, 9 remplaçait Π, etc.. D'autres codes étaient plus complexes et certains n'ont pas encore été déchiffrés. Les membres n'étaient connus que par des numéros (Theódoros Kolokotrónis était le 118) ou par un surnom (« Le bon chasseur », « Le noble », « Le paresseux », etc.). Les mots utiles à la préparation de l'insurrection étaient aussi dissimulés : « éléphant » pour « gros navire », « cheval » pour « petit navire », « danseurs » pour « bande de pallikares », « adultère » pour « assassinat », « les hommes durs » pour les « Anglais », « les accroupis » pour les « Turcs » et « les vaillants » pour les « Grecs », etc.

### Financement
L'adhésion à l'Hétairie impliquait une obligation de participation au financement. Pour les plus pauvres, une petite somme était demandée lors de l'initiation, accompagnée d'une lettre (au cas où les autorités ottomanes s'en emparaient) expliquant que la somme était destinée à un ami depuis longtemps perdu de vue et dans le besoin. Pour les plus riches, la lettre expliquait leur attachement à leur village natal, dont ils étaient nostalgiques depuis leur exil européen, et leur volonté de participer au financement de l'école du village. En raison du faible recrutement les premières années, le financement fut, lui aussi, réduit. De plus, tous les membres de l'Hétairie, jusqu'au moindre Frère, devaient avoir à leur disposition un fusil et cinquante cartouches.
Les sommes payées lors de l'adhésion variaient en fonction des fortunes. Aléxandros Mavrokordátos, d'origine phanariote versa 1 000 florins en octobre 1816 ; Panayiotis Sekéris donna 10 000 piastres (ou grossia) lors de son initiation en mai 1818, avant de faire durant l'été une nouvelle donation. D'autres membres, comme N. Speliádes (septembre 1816) ou Christóphoros Perrevós (mars 1817) versèrent seulement un florin et Yeóryios Dhikéos dit Papaphléssas (juin 1818) 10 grossia.

### Membres

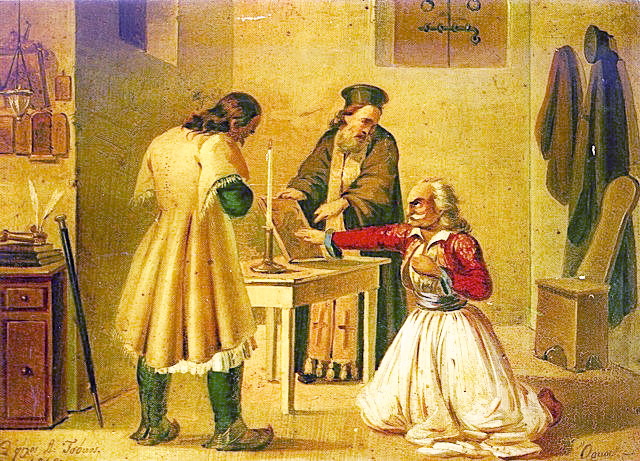
Le Serment (Dionysos Tsokos, 1849) illustre une cérémonie d'initiation : le pope semble être Grigórios Phléssas, le combattant Theódoros Kolokotrónis.

L'étude de quelques listes, mémoires et documents permet de retracer l'évolution du recrutement et de faire des statistiques, pas toujours complètes. Mais, elles montrent les premières difficultés : en 1816, 20 membres et en 1817, 42 membres. À l'été 1818, le nombre de membres n'était que de 51. 311 nouveaux membres furent initiés entre juin 1818 et juin 1819, mais seulement 90 dans la seconde moitié de 1819.
Les statistiques donnent aussi des renseignements sur le profil des membres. En 1819, la Filikí Etería avait 452 membres, dont 153 commerçants et armateurs, 60 notables, 36 soldats, 24 ecclésiastiques, 23 membres d'une administration, 22 enseignants et étudiants, 16 membres de professions libérales variées, 10 docteurs, 4 avocats et 104 de profession inconnue. Ainsi, 44 % appartenaient à la classe marchande et 41 % à la bureaucratie ou l'intelligentsia.
Trente-six de ces membres venaient de Russie, 25 des principautés de Moldavie et Valachie, 62 de Constantinople, 125 du Péloponnèse, 25 des îles de l'Égée et 41 des îles Ioniennes (où les adhésions augmentèrent après une visite de Kapodístrias). Cinquante-sept venaient de divers autres endroits (Italie, Égypte, Syrie, etc.) et l'origine de 81 n'est pas connue. Les membres furent dans les premières années de jeunes hommes dont la proportion diminua. En 1818, plus de 70 % avaient moins de 40 ans. En 1819, ils représentaient moins de la moitié.
Au début de l'insurrection, l'Hétairie comptait 1 093 membres. Les trois-quarts n'habitaient pas en Grèce. La moitié résidait en Russie, en Moldavie et en Valachie. Plus de la moitié avait une activité commerciale : marchands, employés de commerce et capitaines de navires. Les intellectuels (instituteurs, docteurs, etc.) et les « primats » (propriétaires terriens) ne représentaient ensemble que 10 % des membres, tout comme les militaires et les membres du clergé qui ensemble dépassaient à peine aussi les 10 %. Il n'y avait que six paysans.
Le patriarche de Constantinople Grigorios fut approché lors d'une visite qu'il fit au mont Athos. Il refusa, mais il aurait fourni en juin 1819 une contribution de 45 000 piastres pour « construire une école » dans le Magne. Que la construction ait été réelle ou une contribution à l'Hétairie, elle servit de preuve aux autorités ottomanes. Cette possible implication dans l'Hétairie fut une des accusations portées contre lui en avril 1821 avant son exécution,.

## Histoire

### Des débuts difficiles

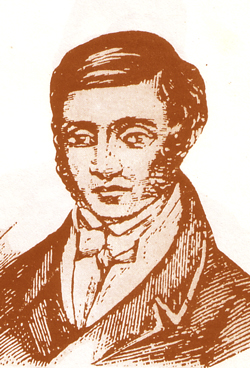
Athanásios Tsakálof.

Elle connut des débuts laborieux : en 1816, vingt nouveaux membres seulement avaient été recrutés et en 1817, le chiffre n'atteignait encore que quarante-deux : quelques membres en Italie, un à Vienne mais aucun à Londres, Paris, Marseille ou Amsterdam, grandes villes de la diaspora marchande grecque. En fait, les fondateurs ne faisaient pas vraiment partie de la classe marchande grecque prospère. Ils n'étaient pas assez riches pour disposer des réseaux et de la considération de la diaspora. Les premiers recrutés ne l'étaient pas plus. Ioánnis Kapodístrias les qualifia même de «misérables employés de commerce».
Dès septembre 1814, les trois fondateurs se séparèrent. Xánthos se rendit à Constantinople. Skoúfas et Tsákalov partirent pour Moscou. Ils y recrutèrent Geо́rgios Sekéris dès octobre. Son frère Panayiо́tis fut ensuite un des principaux contributeurs. Skoúfas retourna ensuite à Odessa où il initia quatre capitaines grecs de l'armée russe. Ils avaient servi lors de l'occupation russe des îles ioniennes. Ils étaient en route pour Saint-Pétersbourg pour se faire payer leurs arriérés de solde en usant de l'influence de Kapodístrias. L'un de ces quatre capitaines, Anagnostarás, fut un des plus efficaces recruteurs de l'Hétairie : il initia à lui seul quarante neuf nouveaux membres avant le début de la guerre d'indépendance. Skoúfas recruta aussi alors Nikólaos Galátis originaire d'Ithaque et qui prétendait être Comte et avoir l'oreille de Kapodístrias.

### Un changement de stratégie
Durant l'hiver 1817-1818, les trois fondateurs réunis à Constantinople pensèrent à dissoudre l'association. Finalement, ils s'accordèrent pour une rationalisation de l'activité. Les trois fondateurs ne s'étaient pratiquement jamais trouvé ensemble dans le même pays depuis la fondation. Ils s'étaient aussi dispersés dans tous les pays d'Europe. Ils décidèrent d'installer le quartier-général de l'Hétairie à Constantinople, capitale de l'Empire qu'ils désiraient abattre, et surtout où la police politique était moins efficace qu'en Russie ou dans les États autrichiens. Il fut surtout résolu de concentrer les activités et le recrutement en Grèce même. Les quatre capitaines initiés à Odessa furent mis à contribution. Anagnostarás fut envoyé à Hydra, Spetses et dans le Péloponnèse, un second dans le nord-est de la Grèce et les deux derniers dans le Magne. La rationalisation passa aussi par la création d’éphories dans les principales villes d'Europe centrale et orientale. Chaque éphorie disposait de ses trésoriers (les commerçants grecs membres les plus riches de la ville) et correspondait avec le quartier-général à Constantinople qui se chargeait de les diriger et de les coordonner. Ioannina, Bucarest, Trieste, Jassy, Moscou, Pest devinrent centre d’éphorie, ainsi que Smyrne, Chios, Samos, Kalamata ou Missolonghi et d'autres.
Les problèmes financiers furent résolus par deux donations de Panayiotis Sekéris (35 000 piastres en tout). Il promit ensuite d'engager l'intégralité de sa fortune au service de la « cause ». Il fut nommé membre du Directoire Invisible.
L'Etería fut cependant frappée le 31 juillet 1818 (12 août dans le calendrier grégorien) par la mort d'un de ses fondateurs, Nikólaos Skoúfas,.

### L'échec du recrutement de Ioánnis Kapodístrias

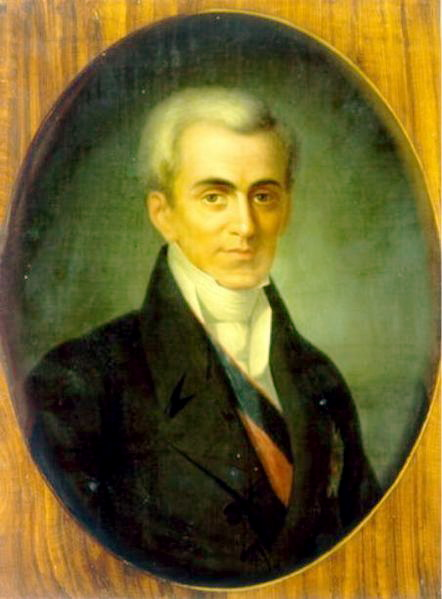
Ioánnis Antónios Kapodístrias.

L'étape suivante fut de trouver un chef charismatique dont on pourrait ouvertement se réclamer et qui apporterait le soutien d'une grande nation. Le choix se porta vers Ioánnis Kapodístrias. Xánthos fut envoyé à Saint-Pétersbourg pour tenter de le convaincre. Issu d'une riche famille corfiote, rédacteur de la constitution de la République autonome des Sept-Îles et membre de son gouvernement, il s'était fait remarquer lors de l'occupation russe de l'archipel et était entré dans la diplomatie russe jusqu'à devenir Ministre, associé avec Nesselrode.
Cependant, dès 1817, Nikólaos Galátis avait approché Kapodístrias à Saint-Pétersbourg et lui avait proposé de prendre la tête de l'Hétairie. Il avait essuyé un refus catégorique. Galátis s'était en effet déjà déconsidéré dans la capitale russe. Il y menait grand train, grâce à de nombreux emprunts qu'il ne remboursait pas. Il fréquentait des conspirateurs connus de tous. Il affirmait avoir à sa disposition un millier d'hommes et il se disait prêt, dès qu'il en recevrait l'ordre, à assassiner le Tsar. Cela ne pouvait jouer en sa faveur auprès d'un ministre de l'Empereur. Galátis se rendit alors dans les provinces danubiennes où il recruta de nombreux membres. En 1818, il arriva à Constantinople où il tenta d'extorquer de l'argent aux trois fondateurs en menaçant de les dénoncer. Il fut convaincu d'aller recruter de nouveaux membres de l'Hétairie dans le Magne. Tsákalov l'accompagna. Ils s'arrêtèrent près d'Hermione en Argolide. Galátis fut alors victime d'un «adultère», le premier de l'histoire de l'Hétairie.
Xánthos fut encore précédé en 1819 par Kamárinos, envoyé par le Maniote Petrobey Mavromichalis. Kamárinos était porteur d'une lettre demandant à Kapodístrias de participer au « financement d'une école » dans le Magne et d'un message oral lui demandant de prendre la tête de l'Hétairie. Le refus de Kapodístrias choqua tellement Kamárinos qu'il ne put cesser d'en parler autour de lui lorsqu'il rejoignit Constantinople pour informer le quartier général. Il dut trop parler puisqu'il fut lui aussi victime d'un «adultère».
Les morts brutales et rapides de Galátis et Kamárinos pourraient aussi s'expliquer par le fait qu'ils en auraient trop su, principalement la non implication de Kapodístrias alors que la rumeur le disait membre du Directoire Invisible et apportant le soutien de la puissance russe.

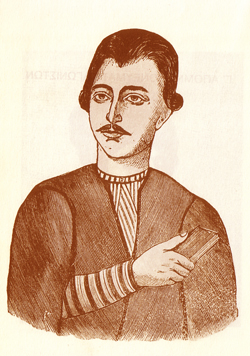
Emmanouíl Xánthos.

Emmanouíl Xánthos avait potentiellement plus de poids. Il était un des fondateurs de l'Etería qu'il dirigeait en tant que membre du Directoire Invisible. Il avait aussi l'avantage, à 48 ans, de la maturité. Il disposait aussi d'une lettre d'introduction écrite par un ami d'enfance de Kapodístrias, Ánthimos Gazís, alors directeur d'école dans le Pélion. En fait, l'idée était, si Kapodístrias refusait à nouveau, de ne pas se l'aliéner par la personnalité de l'émissaire, afin qu'il suggère lui-même une solution alternative. Xánthos arriva à Saint-Pétersbourg en janvier 1820. Il joua immédiatement son va-tout en révélant au ministre du Tsar tous les rouages de l'organisation. Kapodístrias refusa à nouveau principalement parce qu'il était ministre du Tsar. Une seconde rencontre fut organisée par le secrétaire particulier de Kapodístrias, un membre de l'Hétairie. Ce fut un nouveau et définitif refus le 15 janvier 1820 (27 janvier dans le calendrier grégorien),. Il aurait cependant « financé quelques écoles ».

### Le soutien puis la trahison d'Ali Pacha
Au début de 1820, les principaux membres de l'Etería dans le Péloponnèse se réunirent à Tripolizza, alors capitale politique ottomane de la péninsule. Ils désiraient, avant de poursuivre plus avant, être sûrs du soutien, suggéré par le Directoire Invisible, de la Russie. Ils désignèrent l'un d'entre eux, Ioannis Paparrigopoulos, comme émissaire auprès du Directoire Invisible (Αρχή) puis de la Russie. Ils réclamaient du Directoire la création d'une éphorie pour la péninsule, afin de coordonner toutes les actions et d'obliger les membres à obéir à celle-ci, sous peine d'exclusion et afin de disposer d'une trésorerie contrôlée par les membres les plus respectables de la région qui centraliseraient les souscriptions des Frères du Péloponnèse et des îles Ioniennes et qui ne dépenseraient les sommes qu'après accord du Directoire. Ils désiraient aussi que la correspondance entre le Directoire et le Péloponnèse fût sécurisée par les Frères d'Hydra, île plus ou moins autonome et dont les navires ne craignaient pas l'arraisonnement par les Ottomans.
Ali Pacha de Janina avait connu Paparrigopoulos quelques années plus tôt. Il l'invita à passer le voir à Prévéza. Le pacha désirait se rendre totalement indépendant de la souveraineté du Sultan. Il se cherchait alors des alliés pour rompre avec la Porte (nom parfois donné au gouvernement de l’Empire ottoman). Il se rapprocha donc de l'Hétairie et espérait ainsi gagner l'amitié de la Russie, puisque l'Hétairie se disait soutenue par l'Empire tsariste. Sur le conseil de Germanos, Paparrigopoulos aurait mis le pacha de Janina dans la confidence. En échange, Ali Pacha accorda son soutien à l'Hétairie et insista pour que Paparrigopoulos le fît savoir au Directoire et à la Russie.
Ali Pacha, dans le même temps, essaya d'assassiner un de ses ennemis politiques, Ismaël Pacha, à Constantinople. L'échec entraîna la rupture entre Ali Pacha et la Porte. Le 23 mars 1820, il annonça ouvertement qu'il se faisait le libérateur des Grecs. Paparrigopoulos, depuis Constantinople, lui fit savoir qu'il avait le soutien de l'Hétairie. Le Sultan envoya d'abord Ismaël Pacha, puis Khursit Pacha le gouverneur du Péloponnèse, à la tête de milliers d'hommes pris dans les différentes provinces de l'Empire ottoman pour écraser son sujet rebelle. Des pallikares grecs, commandés par des membres de l'Etería, comme Odysséas Androútsos, combattirent dans le camp d'Ali Pacha. Cette mobilisation des troupes ottomanes en Épire servit aussi les vues de l'Hétairie : les autres provinces étaient découvertes ; les combats pour la libération pourraient y être plus faciles. Cependant, en janvier 1821, Ali Pacha, qui tentait un retour en grâce auprès du Sultan dénonça l'Hétairie et ses membres dans des lettres qu'il envoya à Constantinople. Cette trahison fut un des nombreux éléments qui informèrent la Porte de ce qui se tramait, obligeant l'Hétairie à accélérer le cours des événements. Malgré tout, les troupes ottomanes restèrent concentrées autour de Ioannina laissant le champ libre dans les autres provinces.

### La guerre d'indépendance grecque

#### Le recrutement d'Alexandre Ypsilántis

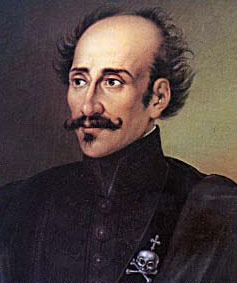
Alexandros Ypsilantis par D. Tsokos.

Alexandre Ypsilántis était une autre possibilité. Aide de camp du Tsar, il avait perdu un bras lors de la bataille de Dresde et ses deux frères étaient déjà membres de l'Hétairie. Xánthos fit une approche prudente, afin de ne pas essuyer un nouveau refus qui aurait été catastrophique. Lors d'une première rencontre, il évoqua le sort des Grecs sous le joug ottoman. Le lendemain, après avoir laissé à Ypsilántis le temps de réfléchir et de demander ce qu'il pouvait faire pour soulager les maux de ses compatriotes, la question fut posée. Ypsilántis accepta avec enthousiasme. Il prit la tête de l'Ellinikí Etería, et non de la Filikí Etería, comme l'indique le document qu'il signa le 12 avril 1820 (24 avril dans le calendrier grégorien) 1820. L'Hétairie des Amis était devenue nationale sous le nom d'Hétairie des Grecs,. De là vient parfois l'ambiguïté historiographique faisant d'Ypsilántis seulement le chef de la «branche militaire» de l'Hétairie.
Alexandre Ypsilántis quitta alors le service du Tsar sous prétexte d'aller prendre les eaux en Bessarabie. Il racontait, et ses biographes du XIXe siècle avec lui, qu'avant de quitter Saint-Pétersbourg, il se serait rendu à Tsarskoïe Selo et y aurait rencontré le Tsar, sur l'épaule duquel il aurait pleuré le sort des Grecs. Le Tsar lui aurait alors promis : « Qu'une levée de boucliers se montre en Grèce et mes cosaques iront la seconder. » Paparrigopoulos, toujours chargé par le Péloponnèse de s'assurer du soutien russe, et Ypsilántis, qui commençait à douter de la capacité militaire des hétairistes, se rencontrèrent à Odessa durant l'été 1820. L'aide de camp du Tsar aurait alors raconté sa touchante entrevue avec le souverain. Paparrigopoulos aurait quant à lui utilisé un blanc-seing qui lui avait été remis, avec les signatures des membres les plus importants de la péninsule, pour faire une liste détaillée (mais inventée) d'armes, de munitions et de finances propre à rassurer Ypsilántis qui fut alors fermement convaincu (à tort) que 25 000 hommes étaient déjà en armes dans le Péloponnèse et que Tripolizza, la capitale ottomane, était déjà pratiquement aux mains des Grecs.

#### Le déclenchement de l'insurrection
Le 7 octobre 1820 (19 octobre dans le calendrier grégorien), une réunion de l'Hétairie eut lieu à Izmail en Bessarabie, à l'initiative du pope Phléssas (dit « Papaphléssas »). Il fut décidé de précipiter les événements. Un premier plan fut mis au point. Le chef de l'Hétairie, Ypsilántis, devait se rendre dans le Péloponnèse pour y déclencher l'insurrection. Papaphléssas fut envoyé afin de préparer le terrain. Depuis Argos, en décembre, il envoya des lettres aux divers chefs de guerre de la péninsule pour les prévenir de l'imminence du soulèvement.
Un autre plan fut suggéré. On proposa à Ypsilántis d'attaquer les Turcs à partir des principautés de Moldavie et Valachie que les hétairistes réunis à Izmail savaient acquises à leur cause, à la fois du côté de leurs princes (ou hospodars) phanariotes, et du côté de la société locale, qui avait fourni l'armée des Pandoures (des irréguliers, l'équivalent roumain des pallikares grecs), levée par un hétairiste valaque, Tudor Vladimirescu. Vassal de la Sublime Porte, mais favorable à la cause grecque, l'hospodar de Moldavie, Mihalis Soútsos était lui-même membre de l'Hétairie. L'administration des Phanariotes, où les Grecs étaient nombreux, était également en grande partie affiliée à l'Hétairie, tout comme de nombreux marchands grecs. De plus, ces principautés orthodoxes, vassales mais autonomes, ne comportaient pas de populations musulmanes et n'étaient plus défendues que par quelques centaines de soldats turcs, les autres ayant été mobilisés contre Ali Pacha de Janina. Elles étaient aussi depuis longtemps convoitées par la Russie, qui s'était déjà emparée de la moitié de la Moldavie (la Bessarabie) en 1812. Y déclencher l'insurrection ne pourrait que satisfaire le Tsar et gagner son soutien définitif. Enfin, les traités entre Empire russe et Empire ottoman avaient interdit à la Porte d'envoyer des troupes dans les provinces danubiennes sans l'accord de Saint-Pétersbourg,. Toutes les conditions étaient donc réunies pour en faire un premier objectif.

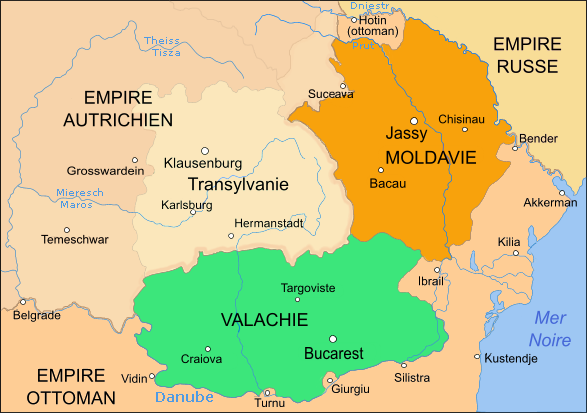
Moldavie et Valachie au début du XIXe siècle.

Fin janvier 1821, deux des agents d'Ypsilántis, porteurs de lettres concernant l'insurrection signées de sa main, furent capturés en Serbie et à Thessalonique. Il risquait d'être rappelé par le Tsar. Il fallait précipiter les événements. Le 16 février 1821 (28 février dans le calendrier grégorien), à Chișinău, Ypsilántis fixa la date définitive de l'insurrection au 25 mars pour la Grèce même et franchit le Prout le 22 février, déclenchant par là même l'insurrection dans les principautés de Moldavie et Valachie.

#### La révolution de 1821 en Moldavie et Valachie

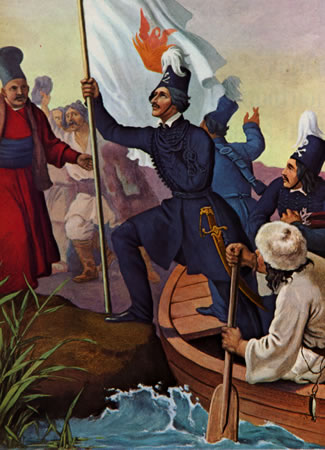
Alexandre Ypsilántis venant de passer le Prout en Moldavie le 6 mars 1821 est accueilli par Mihalis Soútsos coiffé de la tiare de hospodar et acclamé par les paysans moldaves. Tableau de Peter von Hess.

Les interprétations historiographiques récentes des événements divergent. En Roumanie, on évoque une révolution nationale roumaine « trahie par les Grecs », et en Grèce on parle d'un mouvement insurrectionnel des Grecs des « principautés danubiennes ». Il s'agit en fait d'une série complexe d'opérations où les intérêts des uns et des autres furent tantôt convergents, tantôt divergents. Le voïvode phanariote de Moldavie, Mihalis Soútsos, membre de l'Hétairie, était favorable au soulèvement, mais, prudent, il joua sur les deux tableaux : il informa son ambassadeur à Constantinople de l'imminence de l'attaque d'Ypsilántis et lui enjoignit de demander des instructions au Sultan, son suzerain. Ainsi, si la révolte échouait, il était couvert. Si elle réussissait, il n'aurait pas à se soucier de suivre les instructions,.
La veille de l'entrée d'Ypsilántis en Moldavie dans le port de Galați, Vasílios Karaviás, principal membre local de l'Hétairie, réunit les autres membres et ses fidèles. Il leur annonça que le déclenchement de l'insurrection était proche et qu'il fallait prendre la petite garnison ottomane par surprise. Celle-ci fut immédiatement anéantie. Ensuite, Karaviás qui y vit un moyen de s'enrichir, ordonna aux hétairistes de massacrer les marchands turcs de la ville et de s'emparer de leurs biens. Karaviás devint ensuite l'un des deux commandants de bataillon des troupes d'Ypsilántis,. De même, lorsque le 6 mars, les Hétairistes entrèrent dans Jassy, la capitale de la Moldavie, sous les acclamations de la foule, Ypsilántis qui avait grand besoin de fonds pour payer ses troupes, leva un «impôt révolutionnaire» sur les plus riches citoyens et extorqua d'importantes sommes à un banquier grec de la ville, prétextant qu'il avait dissimulé (peut-être volontairement) des sommes destinées à l'Hétairie. Le 14 mars, il quitta Jassy à la tête d'environ 1 600 hommes dont 800 cavaliers, la plupart volontaires hétairistes. La troupe marcha sur la Valachie. Mais, en route, les volontaires hétairistes se livrèrent à de nombreux pillages (la troupe avait décidé de vivre sur le pays) qui les déconsidérèrent auprès des populations roumaines qui se mirent à craindre leur arrivée,.
En mars, le Tsar et Kapodístrias depuis le congrès de Laybach condamnaient le déclenchement de l'insurrection grecque, puis Alexandre 1er chassa Ypsilántis de son armée et lui interdit de remettre le pied sur le territoire russe. Au même moment, le patriarche de Constantinople Grigorios lança un anathème contre l'Hétairie qui mettait en danger l'Église orthodoxe. Si ces coups qui frappaient le mouvement ne découragèrent pas Ypsilántis, sa cause en souffrit. Il fut abandonné par une partie de ses troupes, ainsi que par Mihalis Soútsos qui s'enfuit en Russie. Il s'installa le 16 avril à Târgoviște en Valachie avec un peu plus de 600 hommes. Parmi ceux-ci, il avait organisé les plus jeunes et les plus ardents au sein d'un bataillon sacré vêtu de noir avec comme emblème une tête de mort et deux os en croix au-dessus de la devise La Liberté ou la mort.

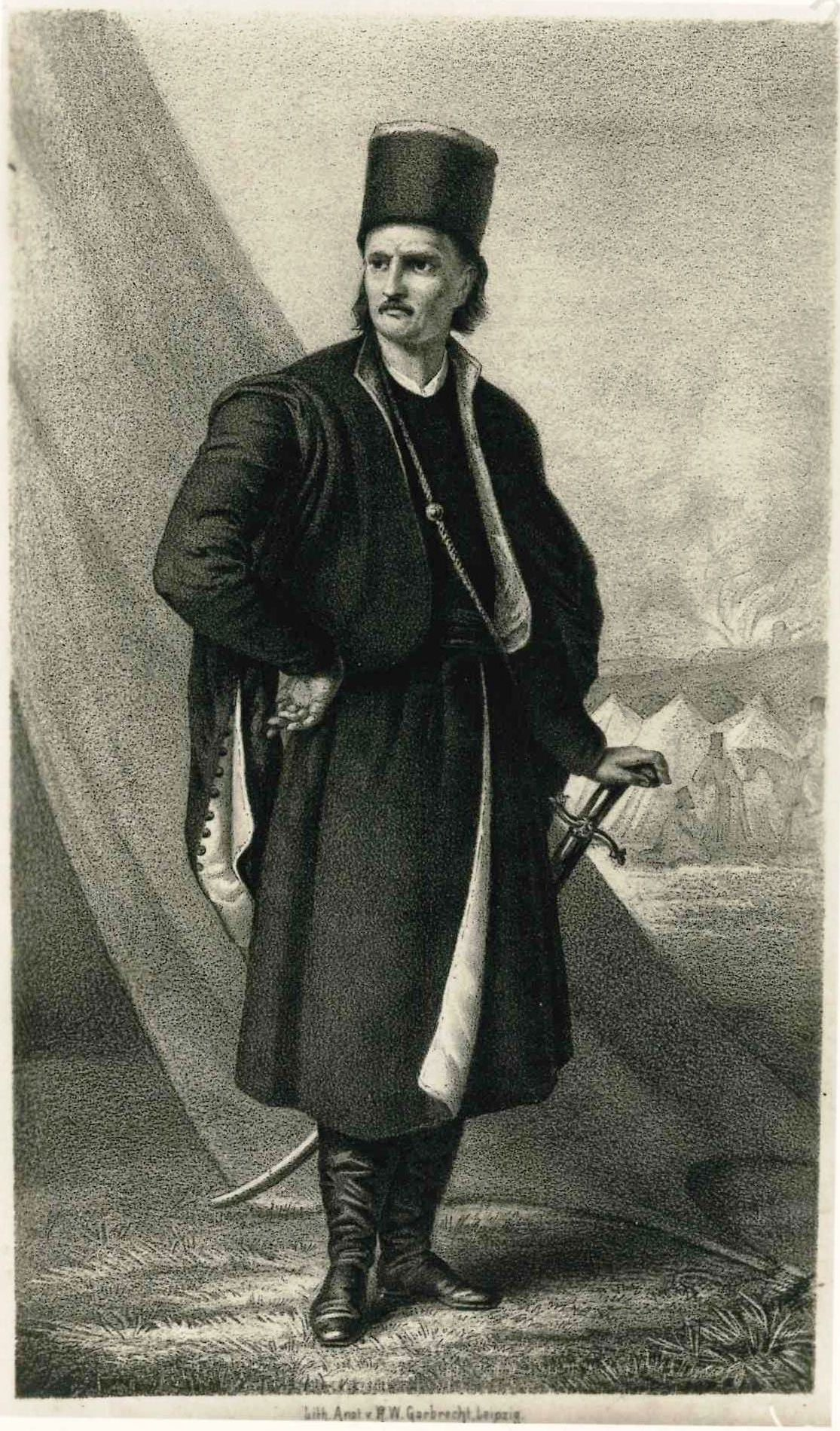
Tudor Vladimirescu.

L'hétairiste valaque Tudor Vladimirescu avait profité de l'entrée d'Ypsilántis dans les principautés roumaines pour déclencher une révolution coordonnée avec la tentative grecque. L'accord entre Vladimirescu et Ypsilántis prévoyait que les Pandoures valaques devaient prioritairement assurer à Ypsilántis le passage du Danube vers la Grèce. Mais l'armée de Vladimirescu était minée par des conflits internes. D'un côté, certains capitaines Pandoures, d'origine rurale, considéraient les troupes d'Ypsilántis comme une bande de pillards à remettre au pas, et avaient pour objectif prioritaire Bucarest et l'abolition du régime des Phanariotes. De l'autre côté plusieurs officiers de Vladimirescu étaient des hétairistes de haut rang, d'origine bourgeoise, parfois phanariote, et supportaient mal sa discipline et sa politique. Le propre lieutenant de Vladimirescu, le grec Iorgaki Olimpiotis, dénonça devant les troupes sa politique, l'arrêta et l'amena au camp d'Ypsilántis où il fut jugé et exécuté le 28 mai 1821 pour trahison de l'Hétairie. La majeure partie des Pandoures, environ 3 000 hommes, se débanda alors et quitta le camp ; le reste (moins d'un millier), sous la conduite de Preda Drugănescu, rejoignit les 600 hommes d'Ypsilántis. Dès lors, sa situation militaire était très précaire. À la mi-juin, Ypsilántis tenta de remonter vers le nord. Le 13 juin 1821 (25 juin dans le calendrier grégorien), les troupes ottomanes avaient repris Jassy en Moldavie. Elles marchèrent vers le sud et entrèrent en Valachie, à la rencontre d'Ypsilántis qui s'enfuit vers l'ouest. La bataille eut lieu le 19 juin, à Drăgășani (dans le Județ de Vâlcea). Là, le bataillon sacré commandé par Iorgaki Olimpiotis et le plus jeune frère Ypsilántis, Nikolaos, ainsi que 500 cavaliers commandés par Vasílios Karaviás, furent taillés en pièces par les troupes ottomanes. Vasílios Karaviás et ses hommes prirent la fuite. Iorgaki Olimpiotis réussit à sauver une centaine d'hommes (parmi eux se trouvait Athanásios Tsakálof, un des fondateurs de la Filikí Etería) et l'étendard de l'unité. Le reste du bataillon sacré, plus de 400 hommes, périt. La seule bataille rangée d'Ypsilántis et de l'Hétairie dans les principautés roumaines se terminait par un désastre. L'armée se délita. Ypsilántis réussit à gagner tant bien que mal l'empire d'Autriche où il termina sa vie en prison.

#### En Grèce
Papaphléssas, un ecclésiastique membre de l'Hétairie avait été envoyé en Grèce d'abord pour préparer le terrain pour Ypsilántis puis pour y préparer l'insurrection. Malgré ses études et sa fonction religieuse, il était un ardent défenseur de l'action : « Nous avons besoin d'action ! Parler n'est pas travailler ! On ne devient pas un homme en restant assis dans son club et en se chauffant près du poêle. » Sa propagande révolutionnaire dans le Péloponnèse finit par inquiéter les « notables » (clergé et propriétaires terriens) qui avaient acquis leur fortune et leur pouvoir au service de l'occupant ottoman. Ces « primats », (proésti ou prókriti en grec et koyabași en turc) n'avaient apporté leur soutien à l'Hétairie que parce qu'ils désiraient remplacer l'autorité ottomane par la leur. Ils eurent alors peur de se faire doubler par des discours et des hommes plus radicaux. Ces primats, menés par Germanos, se réunirent à Patras et tentèrent à l'automne 1820 d'organiser et coordonner les activités de l'Hétairie dans la péninsule. Paparrigopoulos venait de revenir de sa mission. Il affirma que la création de l'éphorie avait été approuvée par le Directoire Invisible et validée par Ypsilántis. Un comité central fut créé. Il était composé de six membres avec un président Ioannis Vlasapoulos et deux trésoriers Ioannis Papadiamantopoulos et Panagiotis Arvalis. Ces désignations firent des mécontents et l'action du comité central fut presque immédiatement paralysée. Le Péloponnèse fut divisé en sept gouvernements locaux ou « éphorats ». Le but recherché ne fut pas atteint. Les discours modérés des primats membres de l'Hétairie leur aliénèrent une bonne partie de la population,.
Papaphléssas disait en effet à qui voulait l'entendre, mais aussi dans ses rapports envoyés à Ypsilántis, que des armes étaient stockées par la Russie à Hydra ; que des armes étaient stockées partout dans le Péloponnèse par les Grecs ; que les Phanariotes étaient prêts à incendier les principaux quartiers et l'arsenal de Constantinople ; que dix bricks hydriotes devaient avec leur aide s'emparer du Sultan et l'obliger à accorder l'indépendance à la Grèce. L'éphorie du Péloponnèse le convoqua le 26 janvier 1821 à Vostitsa. Il se défendit en montrant les lettres de créance que lui avait accordées Ypsilántis. Le conseil central lui demanda cependant de cesser ses activités, de se retirer chez lui. Une assemblée des membres péloponnésiens de l'Hétairie fut convoquée à Patras, afin de désigner un nouveau chargé de pouvoir d'Ypsilántis pour la région ainsi qu'un nouvel émissaire auprès du Tsar pour s'assurer à nouveau des intentions de la Russie. Une telle attitude ne pouvait pas satisfaire la population et les chefs de guerre.
Un des signes avant-coureurs de l'insurrection nationale grecque fut l'attaque par Nikolaos Souliotes, un membre de l'Hétairie recruté par Papaphléssas, de messagers ottomans près d'Agridi. Ensuite, la plupart des chefs de guerre qui menèrent le conflit étaient membres de la Filikí Etería qui avait ainsi joué son rôle de préparation et coordination de l'insurrection.

### La déclaration d'indépendance et la fin de la Filikí Etería
Le 3 janvier 1822 (15 janvier dans le calendrier grégorien), l'Assemblée nationale d'Épidaure, après avoir proclamé l'indépendance (reconnue près de dix ans plus tard par les puissances occidentales), abandonna définitivement le drapeau de la Filikí Etería pour adopter le bleu et le blanc. C'en était fini de l'Hétairie qui avait joué son rôle dans le soulèvement national et la libération de la Grèce.